# College Hockey America

Carte des États membres

La College Hockey America (CHA) est un groupement de sept universités gérant les compétitions de hockey sur glace de l'État de New York à l'Alabama et du Minnesota.

## Présentation
Ce groupement est une des conférences du championnat NCAA au niveau de la division I.
Depuis 2010, cette conférence est strictement féminine.

## Membres

### Universités actuelles
La CHA regroupe six universités participant au championnat féminin.
Équipes féminines
- Lady Lions de Lindenwood (0)
- Lakers de Mercyhurst (10)
- Nittany Lions de Penn State (1)
- Tigers de RIT (1)
- Colonials de Robert Morris (1)
- Orange de Syracuse (2)

### Futur université
- Fightin' Blue Hens du Delaware (adhésion le 1er juillet 2025)

### Anciennes universités
- Warriors de Wayne State (1999-2008) équipe masculine dissoute
- Falcons de l'Air Force (1999-2006 ) Atlantic Hockey
- Université de Findlay (1999-2004) équipe dissoute
- Black Knights de l'Army (1999-2003) Atlantic Hockey
- Chargers d'Alabama-Huntsville (1999-2010) WCHA
- Beavers de Bemidji State (1999-2010) WCHA
- Purple Eagles de Niagara (1999-2010) Atlantic Hockey
- Colonials de Robert Morris (2004-2010) Atlantic Hockey

## Patinoires
| Université                | Patinoire                    | Capacité     |
| ------------------------- | ---------------------------- | ------------ |
| Delaware (membre en 2025) | À déterminer                 | À déterminer |
| Lindenwood                | Centene Community Ice Center | 2 500        |
| Mercyhurst                | Mercyhurst Ice Center        | 1 500        |
| Penn State                | Pegula Ice Arena             | 6 000        |
| RIT                       | Gene Polisseni Center        | 4 300        |
| Robert Morris             | Island Sports Center         | 1 100        |
| Syracuse                  | Tennity Ice Skating Pavilion | 350          |